# Eubazus crabilli
Eubazus crabilli är en stekelart som först beskrevs av Martin 1956.  Eubazus crabilli ingår i släktet Eubazus och familjen bracksteklar. Inga underarter finns listade i Catalogue of Life.